# 維多利亞女王大廈
维多利亚女王大厦（简称“QVB”）是位于澳大利亚悉尼市中心的19世纪历史建筑，是悉尼的重要地标。这座罗曼复兴式建筑始建于1893年，于1898年落成，宽30米（98英尺），长190米（620英尺）。大厦占据悉尼市中心的整个一个街区，四周为佐治街、孖結街、約街及都勞街（Druitt Street）。大厦设计时为市场，历史上曾用于各种用途，并曾被废弃而几乎被拆，直到接近20世纪末才由马来西亚华商整修恢复原貌，并回复最早的商业用途，曾为新加坡政府投资公司下属怡保公司旗下的商场。
2021年11月，領展房地產投資信託基金向新加坡政府投资公司收購維多利亞女王大廈50%權益。

## 建筑

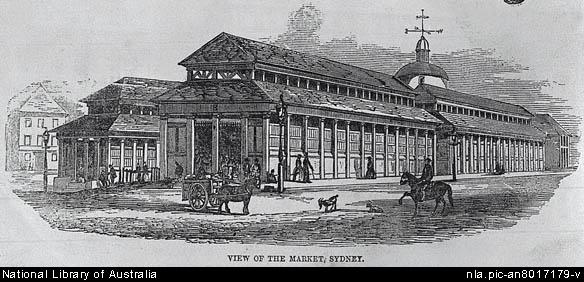
雕版画：悉尼市场（1850年）

自从1842年悉尼镇建镇起，维多利亚女王大厦所在地就由悉尼市议会管理。这里最早是镇集市，在巴拉斯蘭总督任内建成一座“简单的仓库建筑”。在麦觉理总督任内，建築师弗朗西斯·格林威（Francis Greenway）曾设想在此建造“宏伟的城市广场”。19世纪30年代，在此建造了“四座坚固的石质厅堂”，由当时的新南威尔士政府建筑师安普洛斯·哈仑（Ambrose Hallen）设计。此后，政府决定在此建造一座“精美的贸易中心”。

### 设计

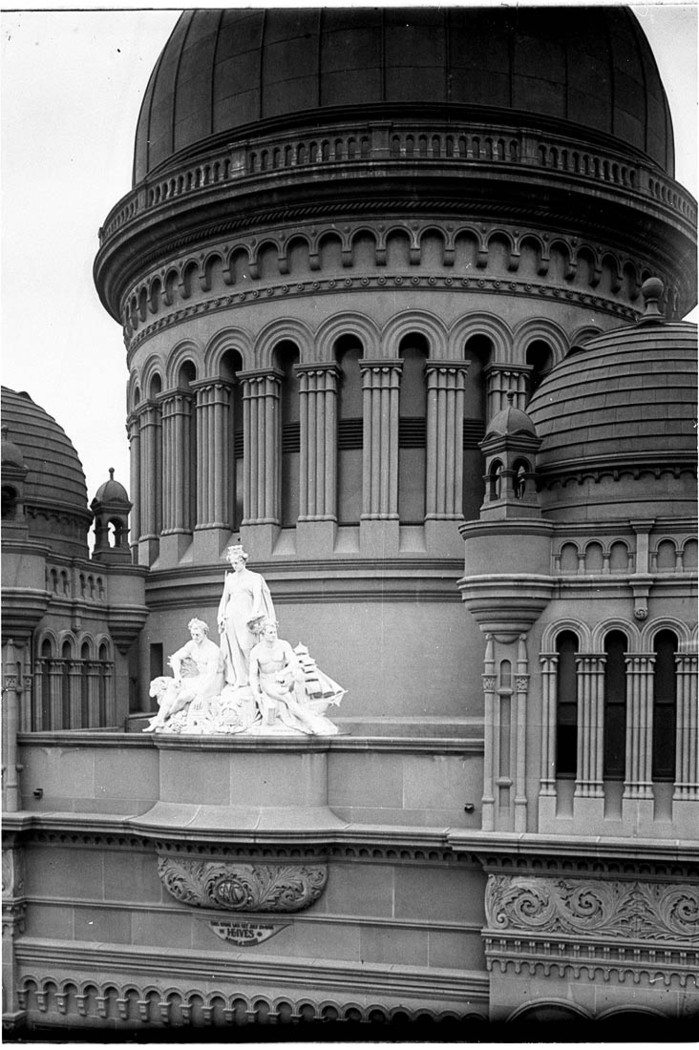
大厦的中央圆顶和汉白玉雕塑群，威廉·普利斯里·麦金托什（William Priestly MacIntosh）设计（著名摄影师佩里埃摄影）

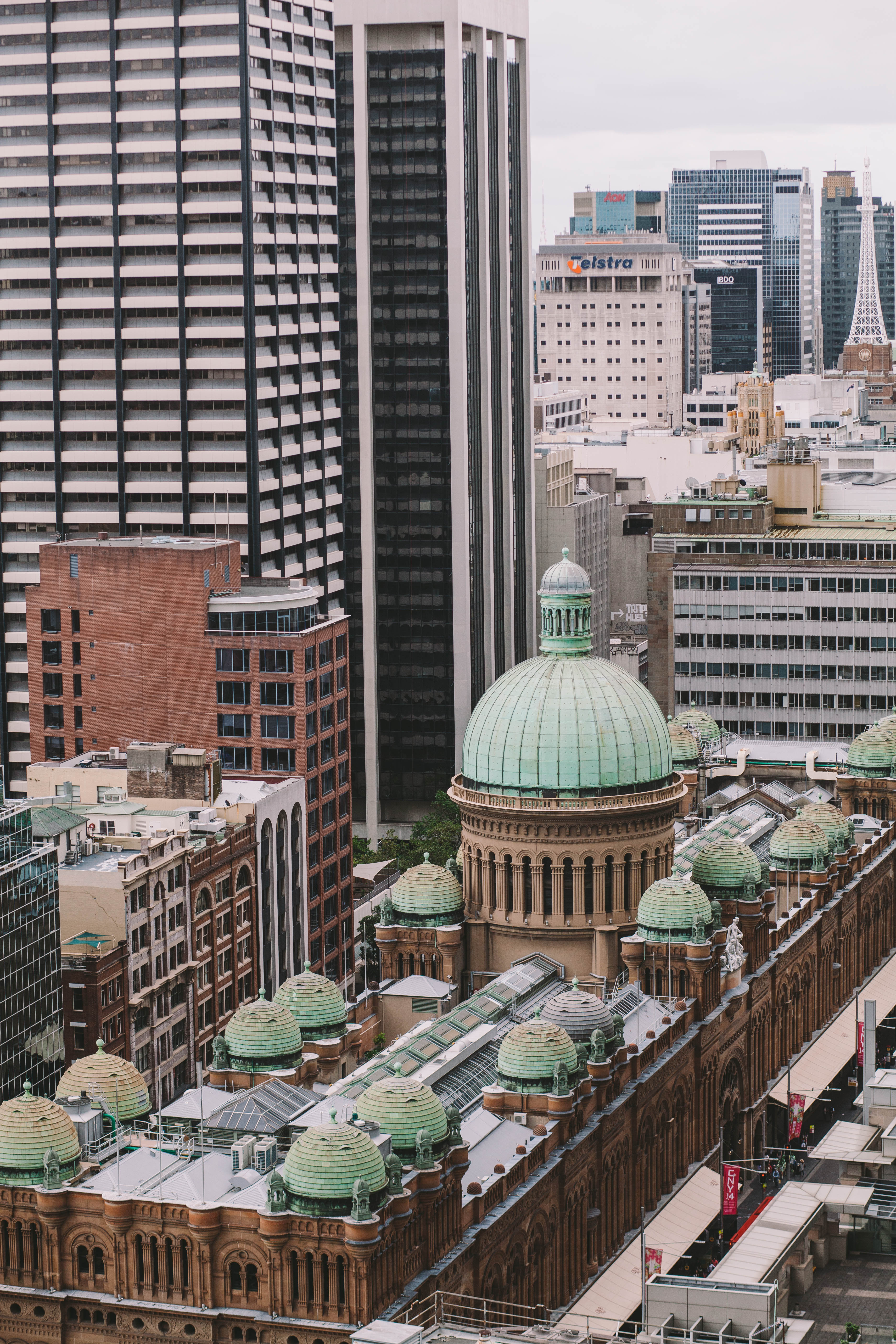
俯瞰维多利亚女王大厦屋顶：可见屋顶诸圆顶的排列

这座“有着主教座堂般尺寸”的大厦的设计师是苏格兰人乔治·麦克莱，他在1884年移居悉尼。当时的悉尼正在大兴土木，新建房屋中没有任一风格占据多数，因此麦克莱提供了四种不同风格的设计（哥特复兴式、新文藝復興式、安妮式和罗曼复兴式）供市议会选择。市议会最终选定的维多利亚时代罗曼复兴式设计反映了美国建筑师亨利·霍布森·理查森的风格影响：被选中的麦克莱设计中对立柱、圆拱的使用，及铺张的细节设计都具有“理查森式罗曼式”的特色，这是一种在1877年到1886年之间确立的折衷主义风格。
大厦最引人注目的特征是中央的圆顶：由玻璃质内层穹顶和贴铜的外层圆顶构成，外层顶部还有一座小圆顶。屋顶上还分布了大大小小的其他较小圆顶，其中长方形大厦的四角上各有一座圆顶。
大厦中央部分大量采用花玻璃窗采光，包括一扇半圆形的大型“车轮”窗，图案为悉尼市的纹章。此外，整个屋顶中央设置南北向的拱顶天窗，使得建筑内部得到大量自然光照。建筑细部的柱廊、圆拱、栏杆和圆亭等都具有细腻的维多利亚式特征。

### 雕塑
大厦在乔治街和约克街的两个长立面中央入口之上放置两组象征性雕塑群，汉白玉质。通過公開徵集的雕塑設計稿當時在悉尼市政廳展出后，有市長埃弗斯（Ives）、政府建築師弗农（W.L. Vernon）和市建築師麥克萊組成的委員會選定，最後勝出的是威廉·普利斯里·麦金托什（William Priestly MacIntosh）的设计。落選的設計稿中包括第一位澳大利亞出生的女雕塑家西奥多拉·考文Theodora Cowan）的设计。獲選的麦金托什設計有兩組：一組的中心是“城市之神”（Genius of the City）像，另一組的中心則是“文明之神”（Genius of Civilisation）像，後者的原型是游泳運動員卡維爾（Percy Cavill）。兩組雕塑群被如此描述：
 喬治街立面雕塑群

“在中央的基座上，站立一個女性人物，輕披飄揚的長裙，代表”城市的守護之神“，兩手各持智慧與正義的象徵物。她頭戴城市之冠與紅火球帝王花冠，腳下則是飾有市徽的盾牌。女神右方坐著半裸、肌肉豐富的男性人物，代表勞動和實業，四周環繞相應的象徵物：麥穗、公羊、水果和蜂巢。女神左方是相應的男性任務，象徵商業和交流，其左方是揚帆海船，手中握著錢袋和帳簿。兩尊男性都頭戴象徵和平的橄欖枝。”
約克街立面雕塑群
“中央人物是一個具有活力的青年，象徵文明，高舉火炬引領分別代表科學和工藝美術的兩個美麗半裸年輕女性。科學手握羅盤，並在參考其左手所持卷軸上的知識，表情好像正在深思。而其代表工藝美術的姊妹則神情愉悅、熱情”
第二座雕塑群在1898年2月得到批准。麥克雷據説對雕塑群“很滿意”，但表示他更希望用青銅塑造。

### 施工
大厦的施工从1893年开始，1898年结束，建筑商为当时悉尼“领先”的建筑公司菲帕兄弟（Phippard Brothers）。大厦所用的粗面岩和砂岩即来自菲帕兄弟的采石场。

## 命名
1897年，悉尼市议会决定将当时在建的市场大厦献给维多利亚女王，命名为“维多利亚女王市场楼”（The Queen Victoria Market Buildings），以纪念女王登基的钻禧年：
"...为了以合适的方式纪念女王陛下史无前例的、荣耀的、带给天下各地英国子民如此丰富的赐福的御宇“... ".
但是，市议会决定不相女王奏请正式冠名的御准，因为那样的话建筑上就必须悬挂女王的盾徽。
後來，1910年市場搬遷到雪梨華埠附近的乾草市場（禧市）之後，建築改名”維多利亞女王樓宇“（Queen Victoria Buildings）。1987年改名為”維多利亞女王大廈“至今。

## 内部
|                          |  |  |
| 大廈内景、“大澳大利亞鐘” |  |  |

|                                  |  |  |
| 維多利亞女王著加冕禮服像、皇家鐘 |  |  |

現在的大廈内部辟有四層商鋪，上三層中開有大空格（有裝飾性鑄鐵圍欄圍繞），使得自然光可以從玻璃屋頂照射到下面的樓層。内部的瓷磚（特別是中央穹頂下的部分）許多都是原物，其他則是按照原樣複製的。此外，大廈還有一層地下走廊，往南聯通市政廳地下火車站，往北聯通麥葉百貨公司大樓。
大廈頂樓的南北兩端特別高大，北端原來是大舞廳，現在是一間茶室。

### 引用
1. ↑  . 澳洲新報. 2021-11-08  [2021-11-08]. （原始内容存档于2021-11-09）.
2. 1 2 3  Shaw 1987，第40頁.
3. ↑  . Environment & Heritage. Government of New South Wales. 1 September 2012  [23 September 2012]. （原始内容存档于2014-06-23）.
4. ↑  Ellmoos 2008.
5. ↑  Shaw 1987，第40,54頁.
6. ↑  Kapur & Majumder 2007，第16頁.
7. ↑  . Sydney Architecture.   [28 February 2014]. （原始内容存档于2013-12-24）.
8. ↑  Shaw 1987，第50頁.
9. ↑  O'Gorman 1991，第30頁.
10. 1 2 3  . Australian Town and Country Journal (Sydney, NSW: 1870 - 1907) (Sydney, NSW). 15 May 1897: 30  [23 April 2014].
11. ↑  Sturgeon 1978，第48頁.
12. ↑  Earnshaw 2004，第47頁.
13. ↑  Scarlett 1980，第400頁.
14. ↑  . The Sydney Morning Herald (NSW: 1842 - 1954) (NSW). 11 February 1898: 2  [21 May 2014].
15. ↑  . Australian Town and Country Journal (NSW: 1870 - 1907) (NSW). 12 January 1895: 25  [28 February 2014].
16. ↑  . The Sydney Morning Herald (NSW: 1842 - 1954) (NSW). 15 June 1898: 5  [27 February 2014].
17. 1 2  . The Sydney Morning Herald (NSW: 1842 - 1954) (NSW). 10 June 1897: 5  [27 February 2014].

## 外部連結
- 官方网站

33°52′18″S 151°12′24″E / 33.871758°S 151.206666°E